# Аранхуес
Аранхуес (ісп. Aranjuez) — муніципалітет в Іспанії, у складі автономної спільноти Мадрид. Населення — 55 054 особи (2010).
Муніципалітет розташований на відстані близько 43 км на південь від Мадрида.
На території муніципалітету розташовані такі населені пункти: (дані про населення за 2010 рік)
- Альгодор: 13 осіб
- Аранхуес: 51014 осіб
- Кастільєхо: 3 особи
- Реаль-Кортіхо-де-Сан-Ісідро: 614 осіб
- Ла-Фламенка: 14 осіб
- Лас-Інфантас: 77 осіб
- Вільямехор: 11 осіб
- Ель-Серро: 1 особа
- Ла-Монтанья: 3252 особи
- Сото-дель-Інохар: 0 осіб
- Сотомайор: 55 осіб

## Демографія
Динаміка населення (INE ):

## Уродженці
- Хав'єр Портільйо (іспанський футболіст), нападник (*1982).

- Рікі (*1980) — іспанський футболіст, нападник.

## Галерея зображень

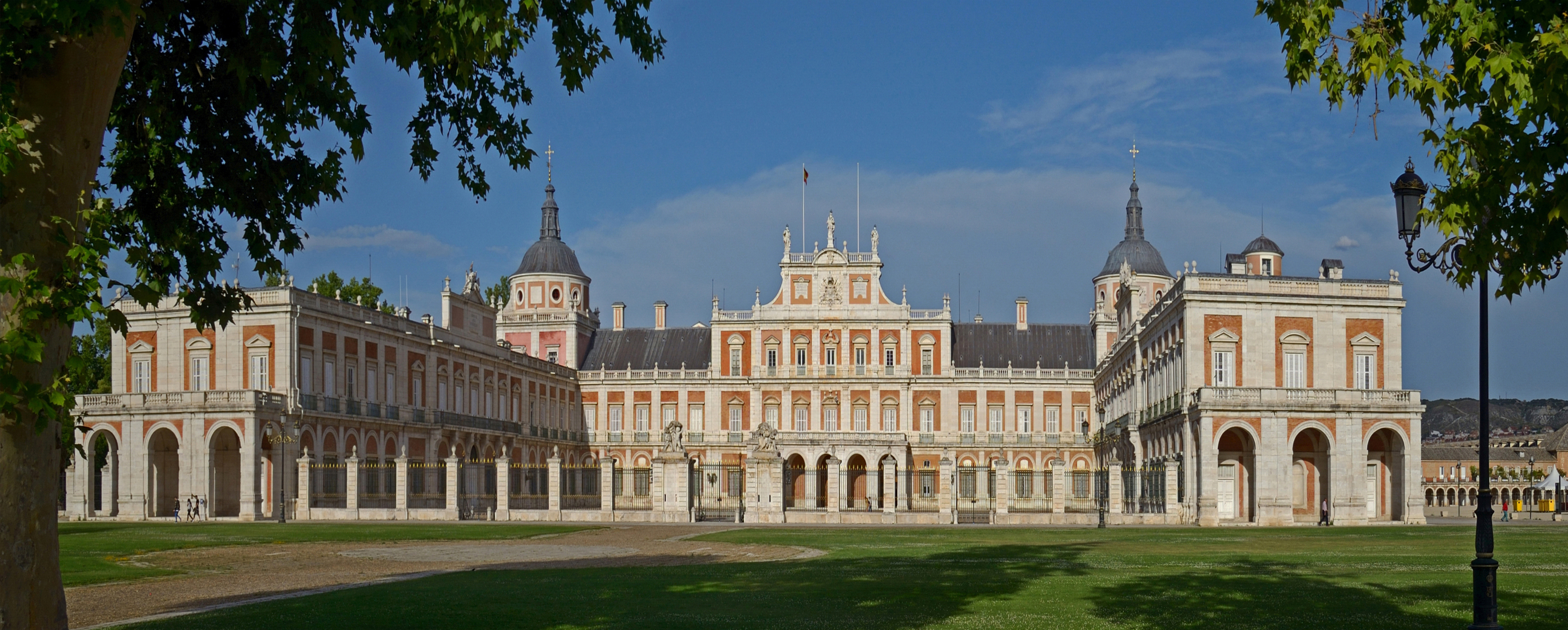
Палац, вигляд із заходу
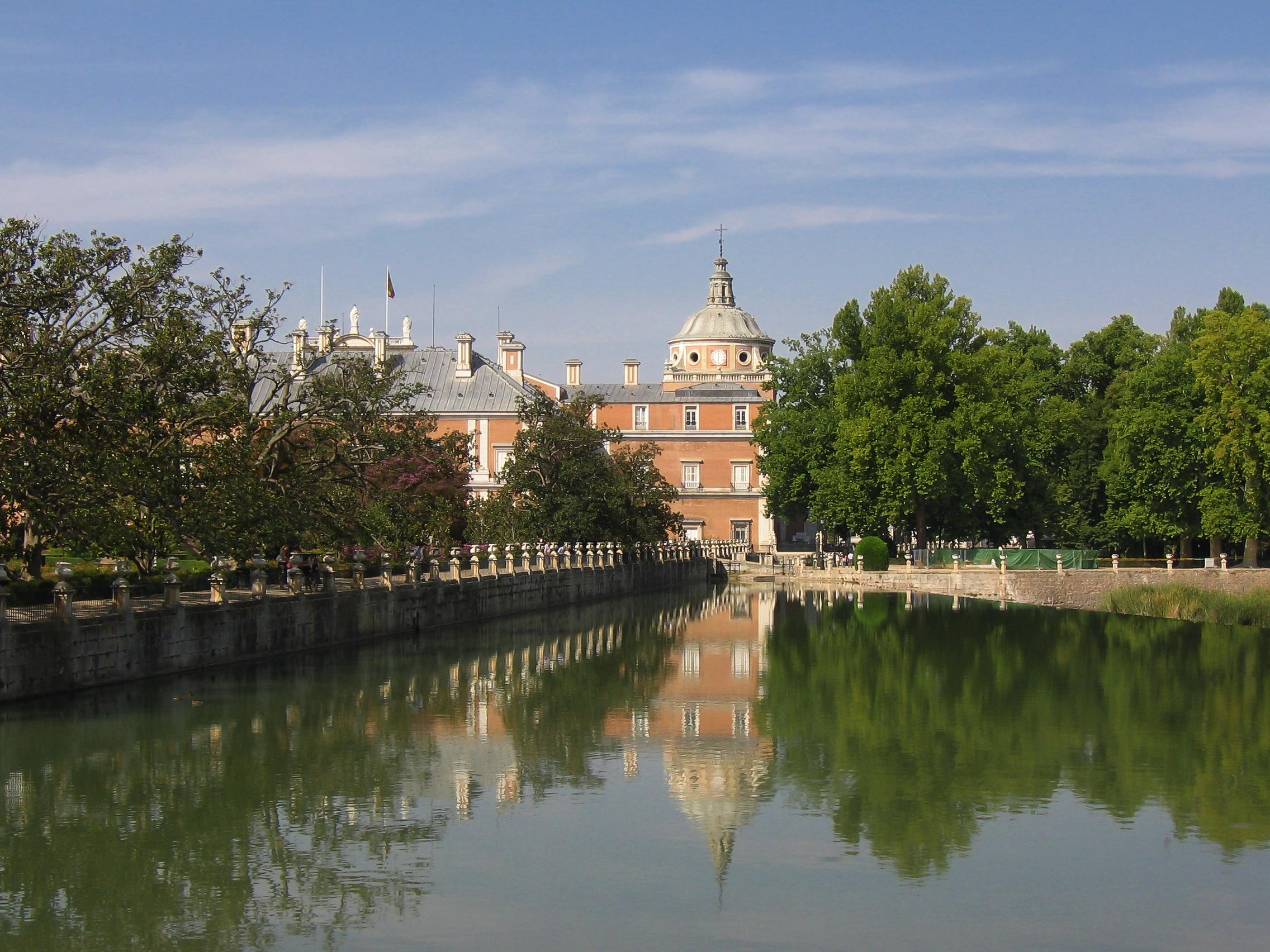
Річка Тахо, Аранхуес
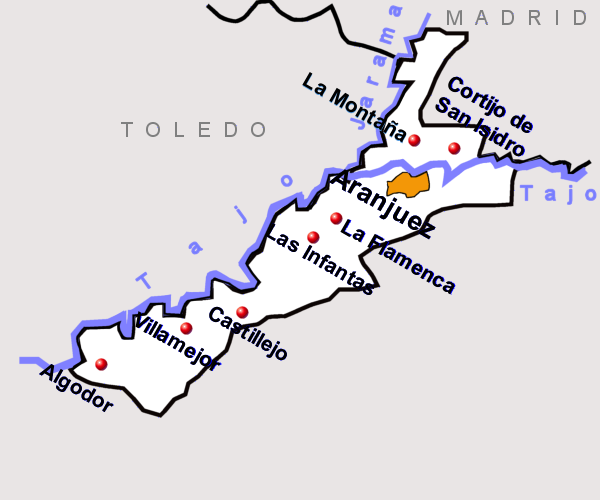
Розташування муніципалітету Аранхуес
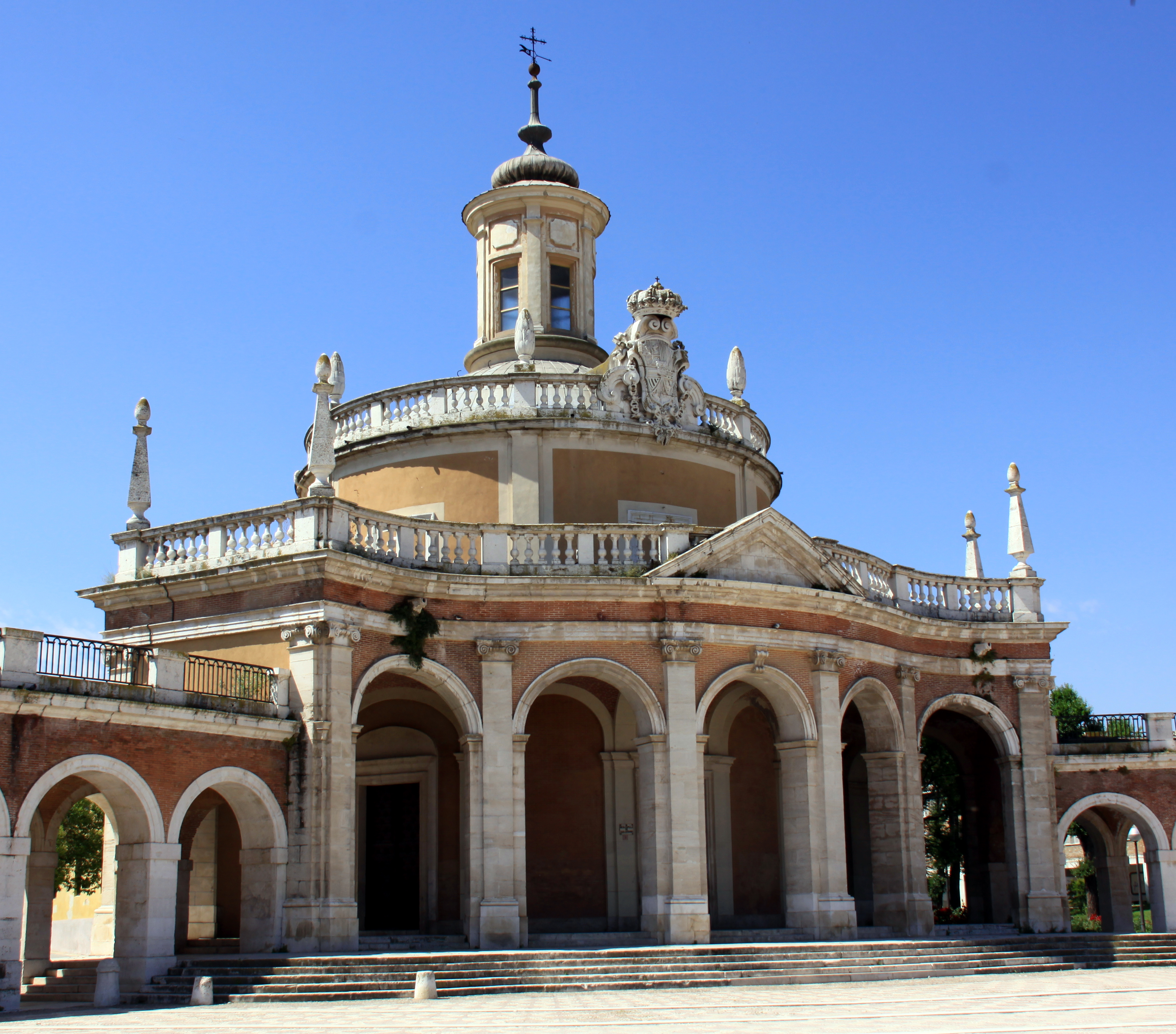
Церква Сан-Антоніо
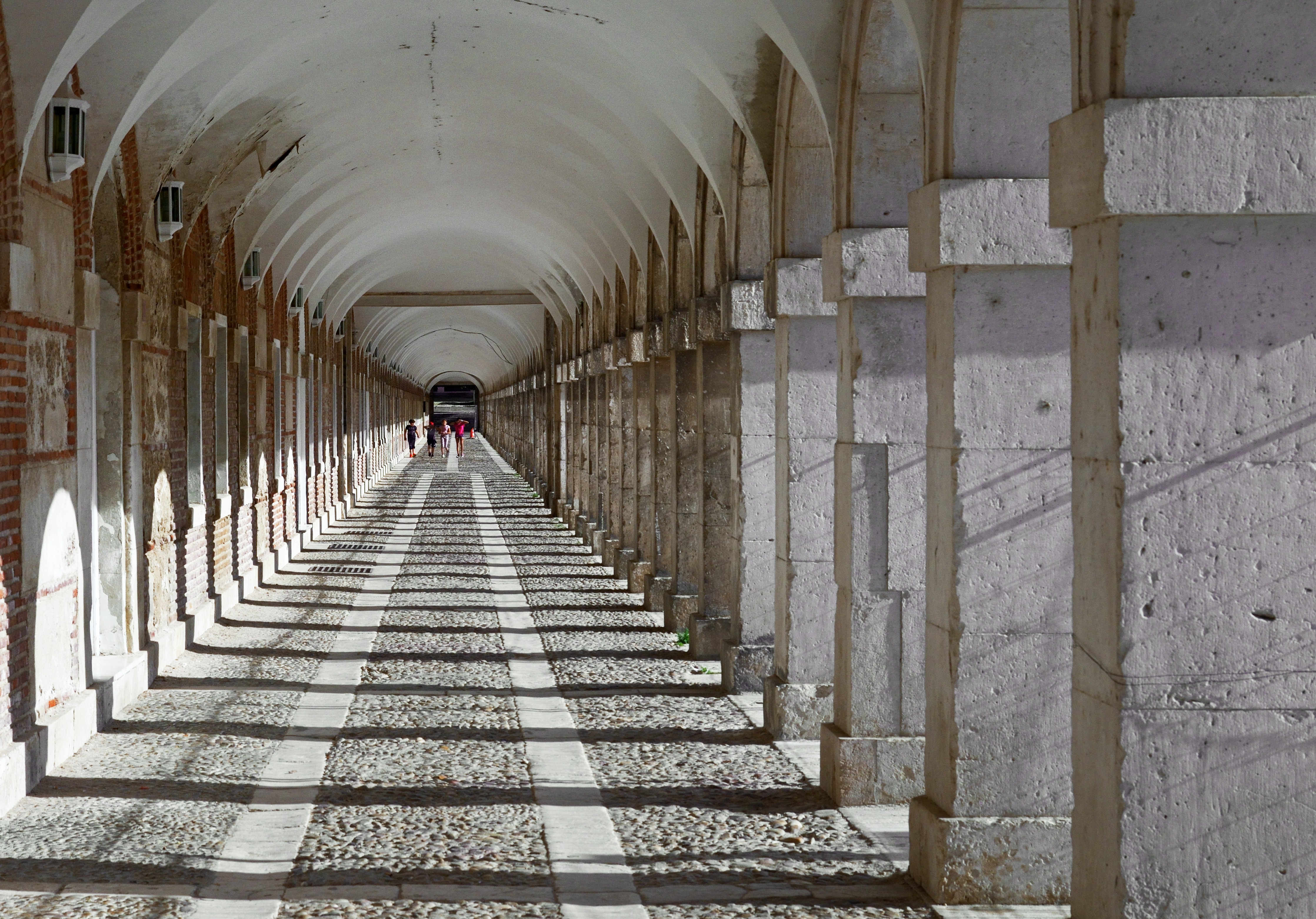
Аркада Casa de Santiago de los Caballeros